# FK Radnik Bijeljina
Maillots
Dernière mise à jour : 29 avril 2025.
Le FK Radnik Bijeljina est un club de football bosnien basé à Bijeljina, fondé en 1945.

## Bilan sportif

### Palmarès
- Coupe de Bosnie-Herzégovine
  - Vainqueur (1) : 2016

- Championnat de République serbe de Bosnie 
  - Champion (3) : 1999, 2005, 2012

- Coupe de République serbe de Bosnie 
  - Vainqueur (2) : 2010, 2013
  - Finaliste (3) : 2007, 2009, 2011

- Ligue de Bosnie-Herzégovine (troisième division yougoslave)
  - Champion (1) : 1949

### Bilan européen
Note : dans les résultats ci-dessous, le score du club est toujours donné en premier
| Saison    | Compétition  | Tour           | Club               | Domicile | Extérieur | Total             |
| --------- | ------------ | -------------- | ------------------ | -------- | --------- | ----------------- |
| 2016-2017 | Ligue Europa | Premier tour Q | Beroe Stara Zagora | 0 - 2    | 0 - 0     | 0 - 2             |
| 2019-2020 | Ligue Europa | Premier tour Q | Spartak Trnava     | 2 - 0    | 0 - 2 ap  | 2 - 2 (2 - 3 tab) |

Légende
- Victoire ou qualification pour le tour suivant
- Match nul
- Défaite ou élimination de la compétition